# Simo Važič
Simo Važič, slovenski atlet, * 22. avgust 1934, Rašćani, Kraljevina Jugoslavija, † 25. februar 2019.
Atletiko je pričel trenirati v Jugoslovanski ljudski armadi, kasneje se je preselil v Celje in se včlanil v klub Kladivar. Za Jugoslavijo je nastopil na Poletnih olimpijskih igrah 1964 v Tokiu, kjer se je v teku na 1500 m uvrstil v polfinale, v teku na 3000 m pa je izpadel v prvem krogu. Dosegel je več slovenskih in jugoslovanskih rekordov, dvanajstkrat je bil jugoslovanski prvak, skupno 55-krat pa je nastopil za jugoslovansko reprezentanco. Sodeloval je na treh evropskih prvenstvih (1958, 1962 in 1966), toda brez vidnejše uvrstitve. Leta 1966 je prejel Bloudkovo plaketo za »tekmovalne dosežke v atletiki«. Po koncu kariere je ostal v celjskem klubu kot trener.